# Tornado de Břeclav de 2021
El Tornado de Břeclav de 2021 fue un raro tornado violento y mortal de múltiples vórtices que azotó varias aldeas en los distritos de Hodonín y Břeclav de la región de Moravia del Sur de la República Checa en la noche del 24 de junio de 2021, matando a seis personas e hiriendo al menos a otras doscientas. El tornado azotó siete municipios, con los peores daños en las aldeas de Hrušky, Moravská Nová Ves, Mikulčice y Lužice.
Este tornado fue el más fuerte jamás documentado en la historia checa moderna y el tornado europeo más mortífero desde 2001. Fue calificado como un F4 en la escala de Fujita. Esto lo convirtió en el primer tornado violento (F4 +) confirmado en Europa desde julio de 2015, cuando un F4 golpeó las ciudades de Dolo y Mira en Italia. El tornado fue parte de un pequeño brote de siete tornados que se formaron en toda Europa ese día.

## Impacto
El tornado aterrizó por primera vez al este de Břeclav, causando inicialmente daños menores en el área. Continuó hacia el este-noreste hacia Hrušky, y rápidamente comenzó a crecer en tamaño e intensidad a medida que avanzaba hacia la ciudad. Luego, el tornado golpeó directamente a Hrušky, lo que provocó daños estructurales importantes y generalizados en gran parte de la pequeña comunidad. Numerosas casas de ladrillo bien construidas resultaron gravemente dañadas o destruidas, y un edificio escolar y una iglesia también sufrieron graves daños. Un tercio de los edificios de Hrušky fueron destruidos y el 85% sufrió daños. El gran y poderoso tornado continuó luego hacia el noreste, produciendo daños devastadores a su paso por las ciudades vecinas de Moravská Nová Ves y Mikulčice. Cientos de casas, edificios de apartamentos, iglesias, negocios y almacenes resultaron gravemente dañados o destruidos a lo largo de este segmento del camino, incluidos algunos que quedaron nivelados hasta el suelo. Los muros exteriores de hormigón de las estructuras que permanecieron en pie quedaron marcados y empalados por proyectiles voladores, los automóviles se volcaron y arrojaron, y los árboles también se descortezaron y desnudaron.

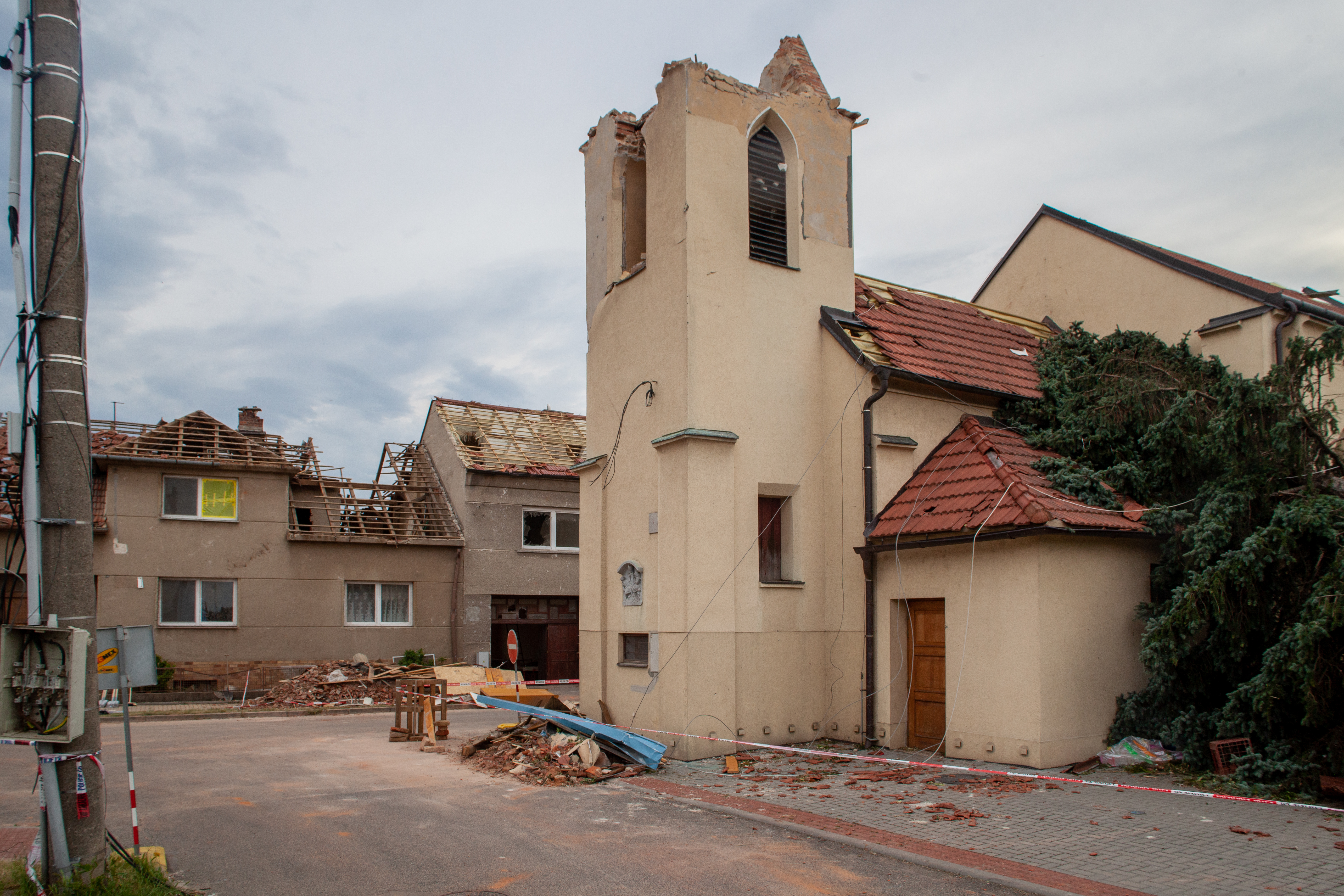
Iglesia de San Bartolomeo en Hrušky después del tornado

Continuando hacia Lužice, el tornado se volvió más estrecho en apariencia visual, pero aun así continuó produciendo una gran trayectoria de daños importantes. Varias casas y edificios de apartamentos fueron dañados o destruidos en la ciudad, los vehículos fueron arrojados y destrozados, los árboles fueron descortezados, los edificios industriales con marcos de metal y las fábricas fueron destruidos, las calles quedaron cubiertas de escombros y las líneas de gas y electricidad cortadas provocaron múltiples incendios pequeños a raíz del tornado. El tornado estrecho pero violento se intensificó aún más y procedió a cortar un camino de daños muy intensos a través de la vecina Hodonín, alcanzando una intensidad máxima al impactar áreas densamente pobladas. Numerosos edificios de apartamentos, edificios de oficinas, negocios y casas sufrieron daños estructurales importantes o fueron destruidos, con escombros esparcidos a largas distancias. Varios otros edificios, incluida una casa de retiro, un complejo deportivo, almacenes con marcos de metal y estructuras en el zoológico de Hodonín también sufrieron daños graves o fueron destruidos. Las casas de mampostería bien construidas fueron completamente destruidas y los árboles fueron despojados de toda corteza en el área que sufrió los daños más intensos. También se arrojó un autobús por este tramo del camino, provocando múltiples heridos graves. El poderoso tornado se ensanchó nuevamente y se curvó hacia el norte cuando salió de Hodonín y se trasladó a un área rural, cortando por completo grandes franjas de árboles al impactar áreas densamente boscosas. Varias torres de transmisión de celosías metálicas fueron derribadas en esta área, se limpiaron campos agrícolas y varias casas fueron destruidas en el pequeño pueblo de Pánov. Los daños menores intermitentes continuaron más allá de este punto, y el tornado se disipó antes de llegar al área de Ratíškovice. En total, un total de 1200 edificios fueron dañados o destruidos por el tornado.

## Consecuencias
El tornado provocó cortes de energía generalizados, y aproximadamente 121 000 hogares se quedaron sin electricidad en la región. Se ha programado la demolición de al menos 115 edificios que no se derrumbaron por completo. Se cerró la autopista D2 que une Brno con Bratislava en Eslovaquia. Se desplegaron equipos de rescate de todo el país (incluida Praga) y también de las vecinas Austria y Eslovaquia, al igual que el ejército checo. El daño total a la propiedad pública se ha estimado hasta ahora en más de 15 mil millones de coronas checas. Se espera que los daños a las propiedades privadas sean muchas veces mayores, pero aún se desconocen las cifras exactas.
Poco después del tornado, los trabajadores comenzaron a reparar las casas que no sufrieron daños irreparables. Las calles de las aldeas afectadas se llenaron de montones de escombros y vehículos destruidos. El gobernador de Moravia del Sur, Jan Grolich, destacó la necesidad de limpiarlos, y se hicieron rellenos sanitarios artificiales para limpiar los escombros. Parte de ella se utilizará para ayudar en las reparaciones de la casa. Una delegación de la Embajada de Vietnam y la Asociación de Vietnam en la República Checa visitó varios hogares vietnamitas para ayudarlos, apoyarlos y consolarlos. La delegación lanzó una campaña de recaudación de fondos para ayudar a los afectados. Se recaudaron más de 200 000 coronas checas (~ $ 9.300) en un día para bienes de primera necesidad. Más de treinta familias vietnamitas se vieron afectadas, según la asociación.
El jugador de hockey sobre hielo Michal Kempný, oriundo de Hodonín, ayudó a reconstruir su ciudad natal después del tornado. El NCSML solicitó asistencia financiera directa para ayudar a las áreas afectadas. La directora ejecutiva, la Dra. Cecilia Rokusek, calificó el tornado como «la tormenta más devastadora jamás registrada en el país», y esa ayuda es «esencial para preservar nuestra rica historia para el futuro a largo plazo».